# Georgica curiosa

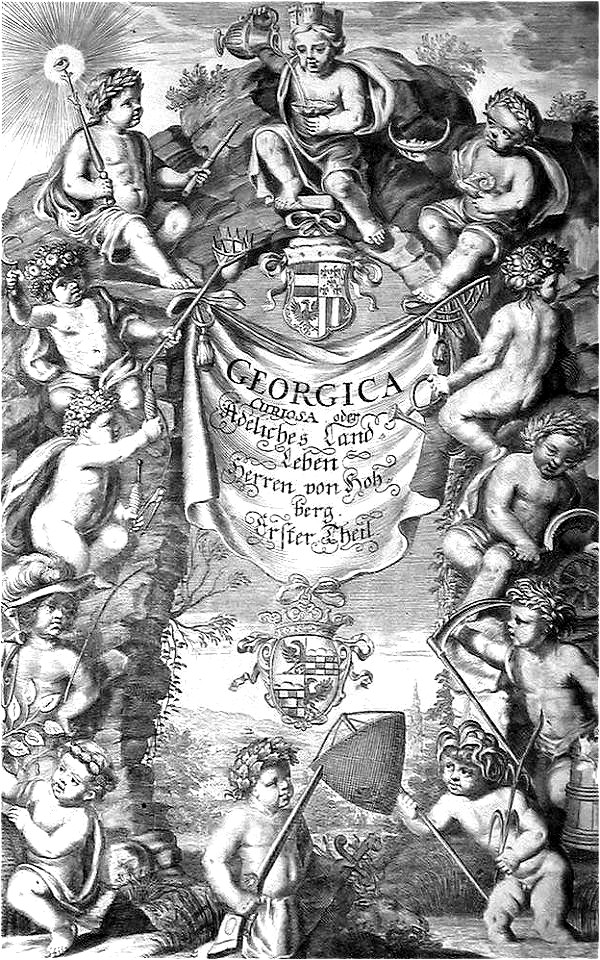
Titelseite zu Teil 1

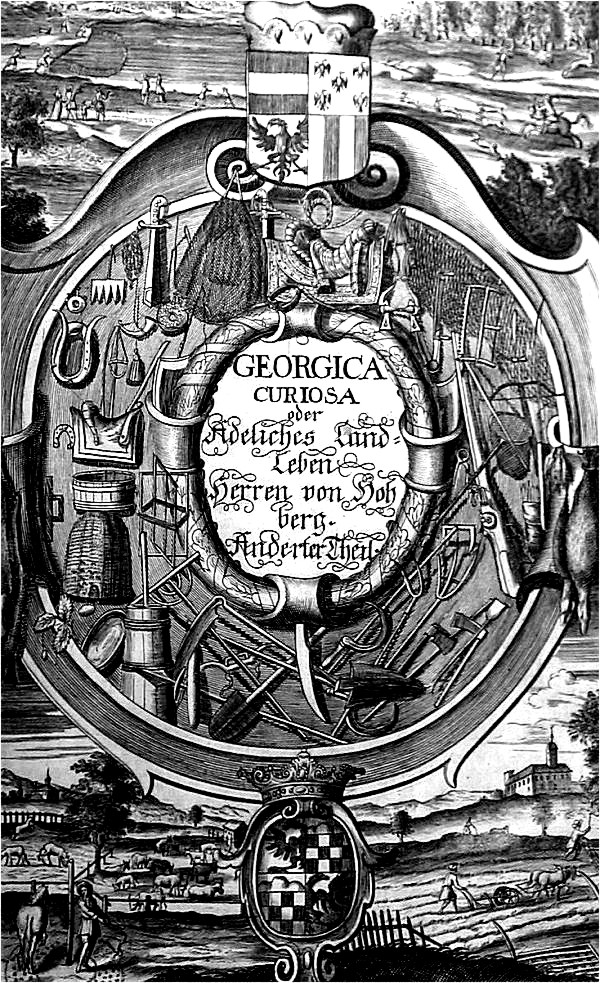
Titelseite zu Teil 2

Georgica curiosa (lateinisch) ist ein enzyklopädisch angelegtes Lehrbuch über alle Aspekte der Haus- und Landwirtschaft nach dem Verständnis des 17. Jahrhunderts, ein Höhepunkt der so genannten Hausväterliteratur. Der Autor war der österreichische Landadlige Wolf Helmhardt von Hohberg (1612–1688). Die erste Auflage des Werks erschien 1682 in Nürnberg.

## Allgemeine Voraussetzungen
Wer damals Ratschläge für die Zielgruppe der „Hausväter“ niederschrieb – hauptsächlich für die Landgüter des Adels und für großbäuerliche Höfe – musste neben den rein wirtschaftlichen Gesichtspunkten auch eine Reihe anderer Faktoren berücksichtigen. Den Begriff des „Hausvaters“ hatte Martin Luther benutzt. In seinem Sprachgebrauch hatte das Wort „Haus“ einen umfassenden Charakter, es bezeichnete die soziale Grundeinheit der vormodernen Gesellschaft. Dabei gruppierten sich im Regelfall um eine Kernfamilie aus Ehepaar und unverheirateten Kindern alle sonstigen Personen, die an der Hauswirtschaft beteiligt waren – Knechte und Mägde, alte Leute, unverheiratete Verwandte. Die Funktionen dieser Hausgemeinschaft waren: die ökonomische Produktion, Fortpflanzung und Kindererziehung, die Versorgung von Alten und Kranken, die Vermittlung der von Kirche und weltlicher Obrigkeit vorgegebenen Normen. Der Hausvater herrschte als Patriarch über alle anderen im Haus. Durch seine Vermittlung hatte die Gruppe Anteil an den übergeordneten sozialen Strukturen – an der Kirchengemeinde, dem Dorf, oder der Stadt.

## Hohbergs „Georgica curiosa“

### Planung und Durchführung
Der Autor Wolf Helmhardt von Hohberg bewirtschaftete einige kleinere Güter in Niederösterreich. Den Hauptteil seiner Zeit verbrachte er mit dieser Tätigkeit, er hatte jedoch auch ausgeprägte literarische Ambitionen. Um 1660 begann er mit einem Projekt, das beide Interessen vereinen sollte: er plante ein landwirtschaftliches Lehrgedicht, das sich an der „Georgica“ des Vergil orientierte, einer antiken Dichtung von höchstem literarischen Rang. Freunde Hohbergs, denen er seine Versuche vorlegte, waren allerdings der Meinung „dass dergleichen Scripta Didacta (lat.: belehrende Schriften) besser und anmuthiger in freyer, als gebundener Rede mögen gehalten werden; also dass ich nothwendig in Prosa Beymerckungen anhencken sollte.“ Hohberg stellte danach sein Vorhaben für lange Zeit zurück, in der Zwischenzeit studierte er die vorhandene landwirtschaftliche Literatur und die Praxis auf den Gütern in seiner Umgebung. Wegen der Verfolgung von Protestanten in Österreich musste er das Land verlassen und siedelte sich in Regensburg an. Hier fand er Zeit, das große Werk fortzusetzen. 1682 erschien es unter dem Titel „Georgica curiosa“, im Format Großquart (gr. 4°; ein Buchformat von 35 bis 40 cm Höhe) und im Umfang von 1400 Seiten. Eine um 400 Seiten erweiterte Neuauflage folgte 1687 unter dem Titel „Georgica curiosa aucta“. Das Buch enthält 277 Kupferstiche und zahlreiche Holzschnitte im Text. 
Das ursprüngliche Konzept eines Lehrgedichts in klassischen Versen, dem Bemerkungen in Prosa „angehenckt“ werden sollten, war nun in sein Gegenteil verkehrt: Das große Handbuch, zwei Teile zu je sechs Büchern, ist in Prosa abgefasst. Aber am Anfang jedes der 12 Bücher steht ein mehrseitiges, programmatisches Gedicht in lateinischer Sprache, freilich in recht unbeholfenen Versen. Im Vorwort gibt Hohberg eine umfangreiche Aufstellung seiner literarischen Quellen. Auf die Schriftsteller der Antike geht er kaum ein und begründet das damit, dass „dergleichen auf die alten Zeiten und Gebräuche gerichtete Authores den ungelehrten Baurleuten wenig Nutzen schaffen“. Dagegen nennt er zahlreiche Autoren aus der zeitgenössischen europäischen Literatur. Er wusste, dass die von ihm vorgeschlagenen landwirtschaftlichen Methoden nicht in jedem Klima anwendbar waren, meinte aber, dass man sein Buch „im gantzen Teutschland und nächst daran benachbarten Ländern … wol gebrauchen kann“. Für die damalige  Beliebtheit  des Werkes spricht, dass 1695, 1701 und 1715 drei weitere Auflagen erschienen, die letzte wurde von ihrem Nürnberger Verleger sogar um einen dritten Band von 600 Seiten erweitert, der neben anderem ein Kochbuch enthält. 

### Gliederung und Inhalte
Teil 1. Haus und Garten.
Buch 1: Allgemeine Fragen, Gewerbe, Landeskunde. – Buch 2: Der Hausvater. – Buch 3: Die Hausmutter. – Buch 4: Wein- und Obstbau. – Buch 5: Der Küchen- und Arzneigarten. – Buch 6: Der Blumengarten.
Kultur- und sozialgeschichtlich besonders interessant sind die Bücher eins bis drei, in denen allgemeine Aspekte des Familien- und Landlebens besprochen werden. Ganz zu Anfang des ersten Buches nennt Hohberg als Grundbedingung guten Wirtschaftens „Gottes Segen, ohn welchen nichts nutzbar oder gutes zu verrichten.“ In den folgenden Kapiteln werden höchst unterschiedliche Themen behandelt: Straßen, Schulen, Krankenhäuser, Kirchen, Gerichte, Wildbann, Frondienste, Grundbuch, Vermessung, Steuern, Brauereien, Mälzereien, Ziegelhütten, Kalkbrennerei, Gips, Glashütten, Dörrstuben, Eisgruben, Brückenbau, Mühlen, Steinbrüche, Juden, Zigeuner, Bettler,  Wiedertäufer, Salzbergwerke, Erzbergwerke, Metalle, Verhüttung, Schwefel, Salpeter, Alaun, Tiergehege, Kleintierhaltung, Wirtshäuser, Märkte, Beschreibung des Landes Österreich. -  Über die Juden merkt Hohberg an, dass man sich vielfach nicht einig sei, ob sie geduldet oder als Gotteslästerer und Feinde des Herrn Jesus „abgeschafft“ werden sollten. Vor Zigeunern müsse man sich hüten, sie seien Diebe und Zauberer und müssten durch gemeinsames Handeln vertrieben werden, wenn sie, wie üblich, „in eine Gegend einbrechen wollen“. Herumziehende Bettler seien eine Plage, weil sie die armen Bauern oft so unverschämt bedrängten, dass man ihnen schließlich etwas geben müsse. Über die Alchemie und die Umwandlung unedler Metalle in Gold äußert sich Hohberg vorsichtig: „Ich will mir aber weder die rechten wahren Philosophos zu Feinden machen, noch die Möglichkeit, Metalla transmutandi gantz läugnen.“

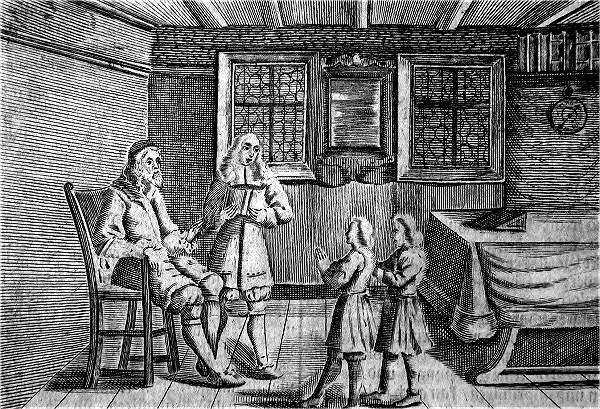
Hausvater, Hauslehrer und Kinder

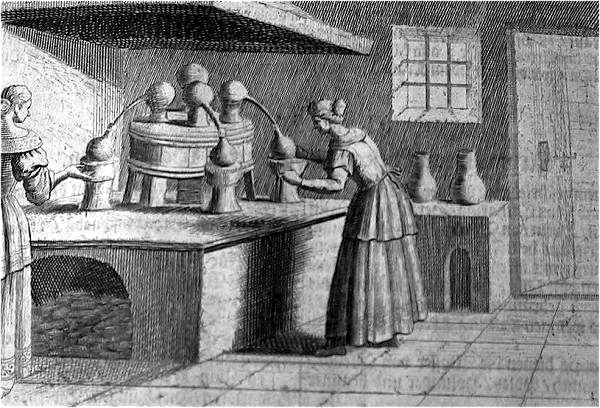
Frauen beim Destillieren

Im zweiten Buch werden behandelt: Das Verhalten des Hausvaters gegenüber Gott und den eigenen Leidenschaften, zu seiner Ehefrau, zu den Kindern und zum Gesinde; die Erziehung der Kinder und ihre Verheiratung; besondere Notlagen wie Teuerung, Seuchen und Krieg; der Jahresablauf in Haus- und Feldarbeit; Fragen der Gesundheit, des Körpers und der Seele. -  Über das Verhältnis des Patriarchen zu seiner Ehefrau meint Hohberg: wie man auch den fruchtbarsten Acker nicht vorschriftsmäßig bestellen könne, „wo ein ungleich, störrig und widerwärtiges paar Ochsen in dem Pfluge zusamm gespannt wird“, so sei es auch um die Hauswirtschaft übel bestellt, „wenn die Eheleute nicht einträchtig einander tragen helffen, eines dort, das andere da hinaus will.“ Gegenüber seinem Eheweib müsse der Hausvater „mehr gelind als scharff, mehr ernsthaft als tyrannisch und mehr wolgewollt als gefürchtet zu seyn sich befleissen“. Die Herrschaft des Mannes über das Weib sei gleichsam im Kleinen ein Abbild der Herrschaft Gottes über den Menschen. – Über das Gesinde: unproblematisch sei es, wenn man eigene Untertanen und genügsame Waisenkinder habe, die dürften nicht nach Belieben kündigen, bekämen weniger Lohn und müssten auch sorgfältiger arbeiten; jeder solle sich aber hüten, dass er nicht  „Fremde, … Trunckenbolde, Huren und Buben und dergleichen ungesunde, ansteckende und verdächtige Personen, sie seyen Manns- oder Weibs-Bilder, in sein Haus bringe.“
Das dritte Buch handelt von der Hausmutter und ihren Pflichten – der Bewirtung von Gästen, dem Brotbacken, dem richtigen Umgang mit Salz, Ölen, Zucker, Gewürzen, Fisch, Fleisch, Wild und Geflügel, dem Konservieren in Salz oder Essig, Kerzenziehen, Seifensieden und Einmachen, der Herstellung von Marmelade, Konfekt, kandierten Früchten, Getränken, Säften und Most. Überdies sollte die Hausfrau als Hausärztin tätig werden – alle Körperteile, deren Krankheiten und die geeigneten Gegenmittel werden im Buch ausführlich beschrieben –, sie sollte auch Heilmittel selbst herstellen, also mit dem Destillierkolben umgehen können. - Während Hohberg in anderen Büchern den Vorrang des Mannes ganz entschieden betont, wird diese Einstellung nun zumindest teilweise relativiert. Zwar verlangt er auch hier, die Frau solle dem Mann als ihrem von Gott gegebenen Haupt an die Hand gehen, „seinen weisen und vernünfftigen Rath- und Anschlägen nicht freventlich widerbellen, sondern mit stillem Geist und sanfftmüthiger Gedult seinen Willen vollziehen und, woferne … ihr eine bessere Meynung (wie oft geschehen kann) einfället, solches fein bescheidentlich andeuten …“ Er schreibt aber auch, die Haushaltung ohne Frauen sei wie ein Tag ohne Sonnenschein, ein Garten ohne Blumen oder ein Wasser ohne Fische. Besonders später im Leben „sind sie uns am allernothwendigsten, denen Schwachheiten unsers hohen Alters zu Hülff zu kommen, die wir mit solcher Vertraulichkeit niemand andern … entdecken dörffen …“ Ein Abschnitt beschäftigt sich mit der Frage, ob Frauen studieren sollten; Hohberg urteilt darüber, „…dass mehr Schad als Nutzen daraus entspringen sollte, wenn sich die Weiber insgemein aufs Studiren begeben wollten; das kann man aber dennoch nicht läugnen, dass sie so wol Gottes Ebenbild sind als die Männer und sich … fürtreffliche Einfälle unter ihnen befinden …“
Auch die Bücher vier bis sechs enthalten neben der Darstellung von Sachfragen einige allgemeine Betrachtungen. So spricht Hohberg im Zusammenhang mit dem Weinbau über die Nachteile des Alkoholgenusses: „Das Laster der Trunckenheit ist in unsern Ländern so durchgehend gemein, dass auch Weiber und Kinder davon Zeugnus geben können …“ und dies sei umso mehr zu beklagen, „… weil nicht allein die gute Vernunft dadurch versoffen, der Beruf verhindert, die Gesundheit verschertzt, sondern auch das Leben selbst verkürtzet und der Seelen Seligkeit in Gefahr und ewiges Verderben mutwillig gestürtzet …“
Teil 2. Feld, Vieh, Wald und Jagd.
Buch 7: Vom Ackerbau. – Buch 8: Von der Pferdezucht: – Buch 9: Rinder-, Schaf-, Schweine- und Geflügelhaltung. – Buch 10: Von Bienen und Seidenraupen. – Buch 11: Wasserversorgung, Fischzucht usw. – Buch 12: Forstwirtschaft  und Jagd.
Die sechs Bücher des zweiten Teils beschäftigen sich mit der Landwirtschaft im engeren Sinne. Aber auch hier finden sich kulturgeschichtlich interessante Überlegungen, die über den engen Rahmen  hinausgehen. Zum Beispiel schreibt Hohberg in der Vorrede zum zweiten Teil über den ehrbaren Gewinn, der durch Ackerbau und Viehzucht erzielt werde, und den unredlichen Gewinn durch den Handel, der oft mit Betrug und Wucher verbunden sei – ein Thema, das schon von Aristoteles behandelt wurde. – Ebenfalls ein Problem, das schon in der Antike kontrovers diskutiert wurde, war die Befürchtung, dass die Fruchtbarkeit der Erde mit der Zeit nachlasse. Hohberg meint zunächst, dass dergleichen in Gottes Plan grundsätzlich nicht vorgesehen sein könne; dass aber in dieser Richtung viel Schaden dadurch entstehe, dass man die Landwirtschaft ungeschickten und schlecht ausgebildeten Hilfskräften überlasse, die, „… es gerathe wie es mag, ihren Feldbau hinstümmlen“. – An anderer Stelle begründet er, warum man für gewöhnlich den Untertanen die Jagd verbot; wenn nämlich Jagen und Fischen erlaubt wären,  „würde die junge, fürwitzige Bursch lieber diesen obligen … und also dem gemeinen Nutzen Schaden bringen. Wie nun der Müssiggang nicht gutes bringet, würden die Leute die Lust zur Arbeit verlieren, zu ihrem eignen Verderben allerley Sünde und Laster treiben.“

## Anmerkung
Alle Zitate im Artikel sind der Website des Deutschen Museums über Hohberg entnommen (siehe Weblink).